# Stoke Trister
Stoke Trister is een civil parish in het bestuurlijke gebied South Somerset, in het Engelse graafschap Somerset met 313 inwoners.

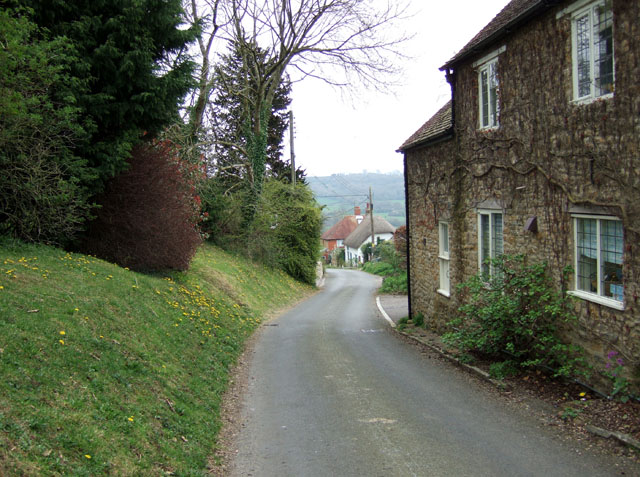
Straat in Stoke Trister